# Taamrat Emmanuel
Taamrat Emmanuel (vers 1888 - 1963) est un homme politique éthiopien.

## Biographie
Il est issu d'une famille Beta Israel convertie au christianisme par les missionnaires protestants de la London Society for Promoting Christianity Among the Jews.
Adolescent, il est remarqué en 1904-1905 par l'orientaliste juif français Jacques Faitlovitch, ancien élève de Joseph Halévy à l’École des hautes études de Paris, qui menait une mission dans le Nord de l’Éthiopie sur les Beta Israel, avec le financement du philanthrope juif Edmond de Rothschild. Faitlovitch le ramène avec un autre adolescent, Gette Jeremias (ou Getiah Yeremiah). Il est inscrit à l'école normale israélite d'Auteuil (qui dépendait de l'Alliance israélite universelle). Il fait par la suite sept années d'études au séminaire rabbinique de Florence (Italie). Au terme de ses études, le jeune homme parlait couramment sa langue natale, l'amharique, le tigrinya, l'italien, le français et l'hébreu.
L'objectif de Faitlovitch était triple :
- faire reconnaître les Beta Israel comme juifs par un judaïsme mondial réservé ;
- faire accepter aux Beta Israel leur appartenance au peuple juif. Ceux-ci se considéraient comme descendant des anciens hébreux, mais pas spécifiquement comme « juifs », terme qu'ils n'utilisaient pas ;
- « réformer » les pratiques religieuses Beta Israel pour les rapprocher du judaïsme orthodoxe. Faitlovitch entendait en particulier lutter contre les moines Beta Israel, les règles de pureté (plus strictes que dans le Judaïsme orthodoxe) et les sacrifices d’animaux (abandonnés par le Judaïsme orthodoxe).

Pour ces trois raisons, la formation d'une nouvelle élite Beta Israel dans un contexte juif occidental[pas clair], et en contact avec les autorités juives occidentales, lui paraissait utile. Taamrat Emmanuel est ainsi un des tout premiers Éthiopiens à avoir reçu une formation occidentale. De retour en Éthiopie, il va s'affirmer à la fois comme un dirigeant laïque des Juifs d'Éthiopie (en particulier de ceux du Gondar, les plus nombreux), mais aussi comme un dirigeant de l'Empire d'Éthiopie.
En 1924, Taamrat Emmanuel devient le directeur de la première école juive avec internat destinée aux Beta Israel, à Addis-Abeba. Il est remarqué par celui qui n'est encore que le régent ras Tafari, mais qui deviendra l'empereur Haïlé Selassié, et devient un de ses conseillers.
À partir de 1913, des écoles juives ouvrent dans les villages Beta Israe. Dans les années 1920 et 1930, « Faitlovitch et Taamrat Emmanuel doivent lutter contre les gouverneurs et le clergé copte, qui tentent avec l'appui des missionnaires de s'opposer à l'ouverture de ces écoles juives et de les faire fermer ».
En décembre 1930, Taamrat Emmanuel établit le contact avec le grand rabbin Matthew, responsable de la communauté autoproclamée des « Hébreux noirs » de New York (Holy Church of the Living God), contact qui sera suivi par le bref établissement d'une petite colonie de cette communauté en Éthiopie, qui prendra fin avec l'invasion italienne du pays.
Après la conquête italienne de l'Éthiopie en 1935, l'école juive d'Addis-Abeba est fermée. « Taamrat Emmanuel se replie avec ses étudiants dans le Gondar et crée les villages Beta Israel de Ambober et Wuzaba, où il stocke des armes pour organiser l'autodéfense face aux Italiens. Après l'attentat contre le maréchal Graziani [...] en 1937, l'Italie [...] tente de liquider physiquement tous les Éthiopiens éduqués à l'occidentale. Taamrat s'enfuit par le Soudan et rejoint le gouvernement en exil de Haïlé Sélassié à Londres. »
En 1941, après la libération de l'Éthiopie par les troupes britanniques, Taamrat revient avec le negus Hailé Sélassié. « Il reçoit pour mission de reconstruire le ministère des affaires étrangères ». Il est ensuite attaché culturel à l'ambassade éthiopienne à Paris.
Après la guerre, les relations de Taamrat Emmanuel avec Faitlovitch et l'empereur se dégradent progressivement. Il reproche au negus l'absence de réformes, et en particulier de réforme agraire. Les Beta Israel étaient en effet une population de métayers misérables interdits de propriété foncière, et une telle réforme leur était particulièrement nécessaire. « Il ne cache pas non plus son irritation pour les attitudes cavalières de Faitlovitch, qui ne tient pas compte de l'attachement des Beta Israel à leurs traditions, et veut imposer le ralliement à l'orthodoxie rabbinique ». Taamrat ne conçoit ce ralliement et une éventuelle immigration en Israël que sur le long terme.
Il prend sa retraite et s'installe en Israël (qui à l'époque ne reconnaît pas encore les Beta Israel comme juifs), où il meurt en 1963. « Esprit indépendant et critique, Taamrat est le premier intellectuel Beta Israel formé à l'occidentale ».